# Rozhledna (Pogrzebień)
Rozhledna Pogrzebień (polsky Wieża widokowa w Pogrzebieniu) je rozhledna nacházející se na svahu jižně od vesnice Pogrzebień, nad pravým břehem řeky Odry v gmině Kornowac v okrese Ratiboř ve Slezském vojvodství v Polsku. Ocelová rozhledna, která má tvar štíhlé pyramidy se čtvercovou podstavou, se nachází na atraktivním místě na Stezce horní Odry nad údolím řeky Odry. Rozhledna byla postavena v roce 2019 a nabízí panoramatický pohled na celé okolí (zejména údolí řeky Odry, vodní dílo protipovodňové nádrže Racibórz Dolny, pohoří Beskydy s vrcholem Lysá hora, pohoří Jeseníky s vrcholem Praděd, halda Szarlota v Rydułtowech aj.). Rozhledna je zastřešená, má výšku téměř 20 m a nabízí tři výhledové plošiny ve výškách 3, 6 a 9 m. Výstup je po poměrně strmých schodech. Rozhledna je v noci osvětlená a bezplatně přístupná od března do konce listopadu.

## Další informace
U rozhledny se nachází parkoviště, lavičky, informační tabule a vyhlídková platforma. K rozhledně vede silnice s cyklostezkou.

## Galerie

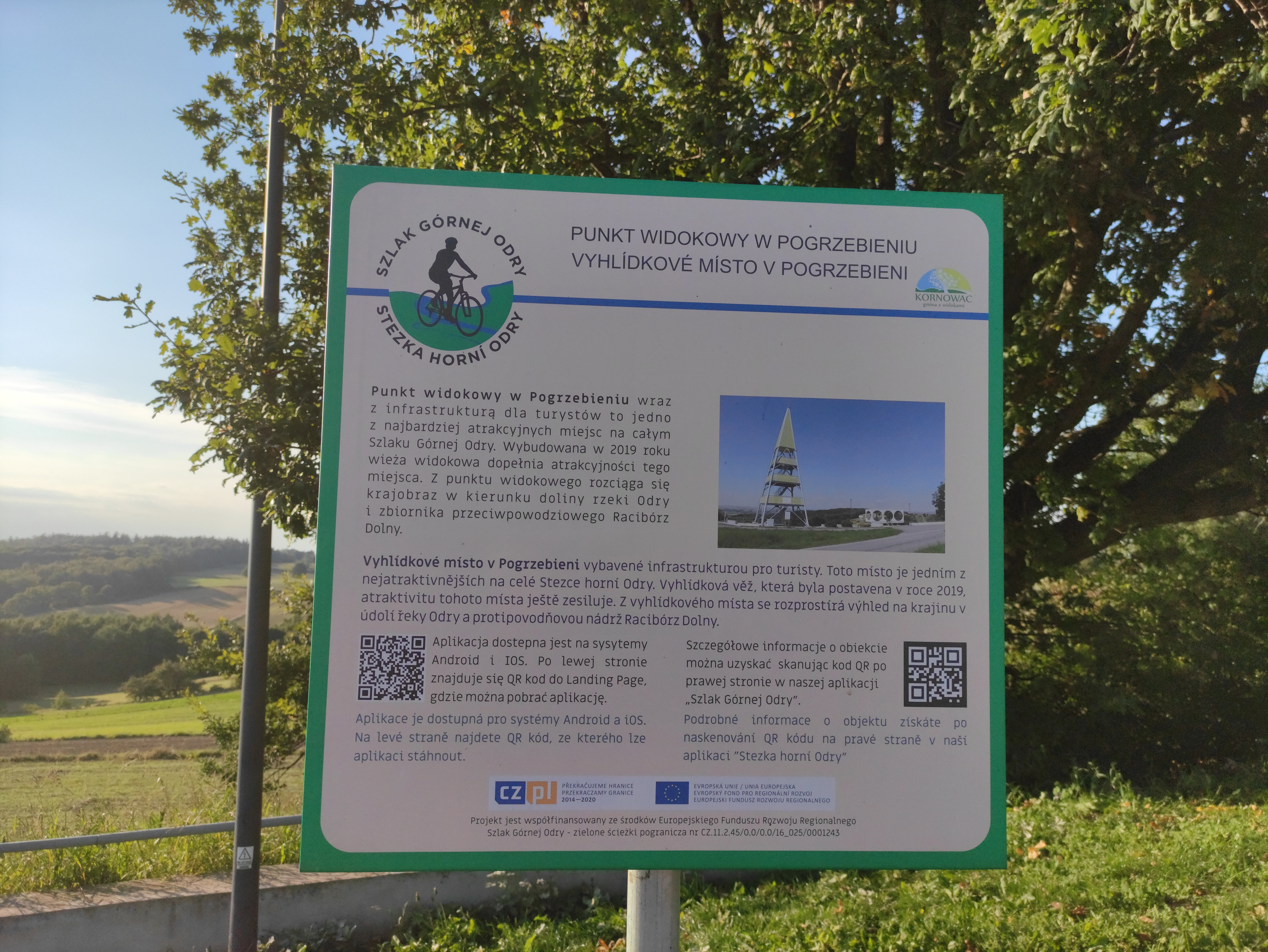
Informační panel u rozhledny
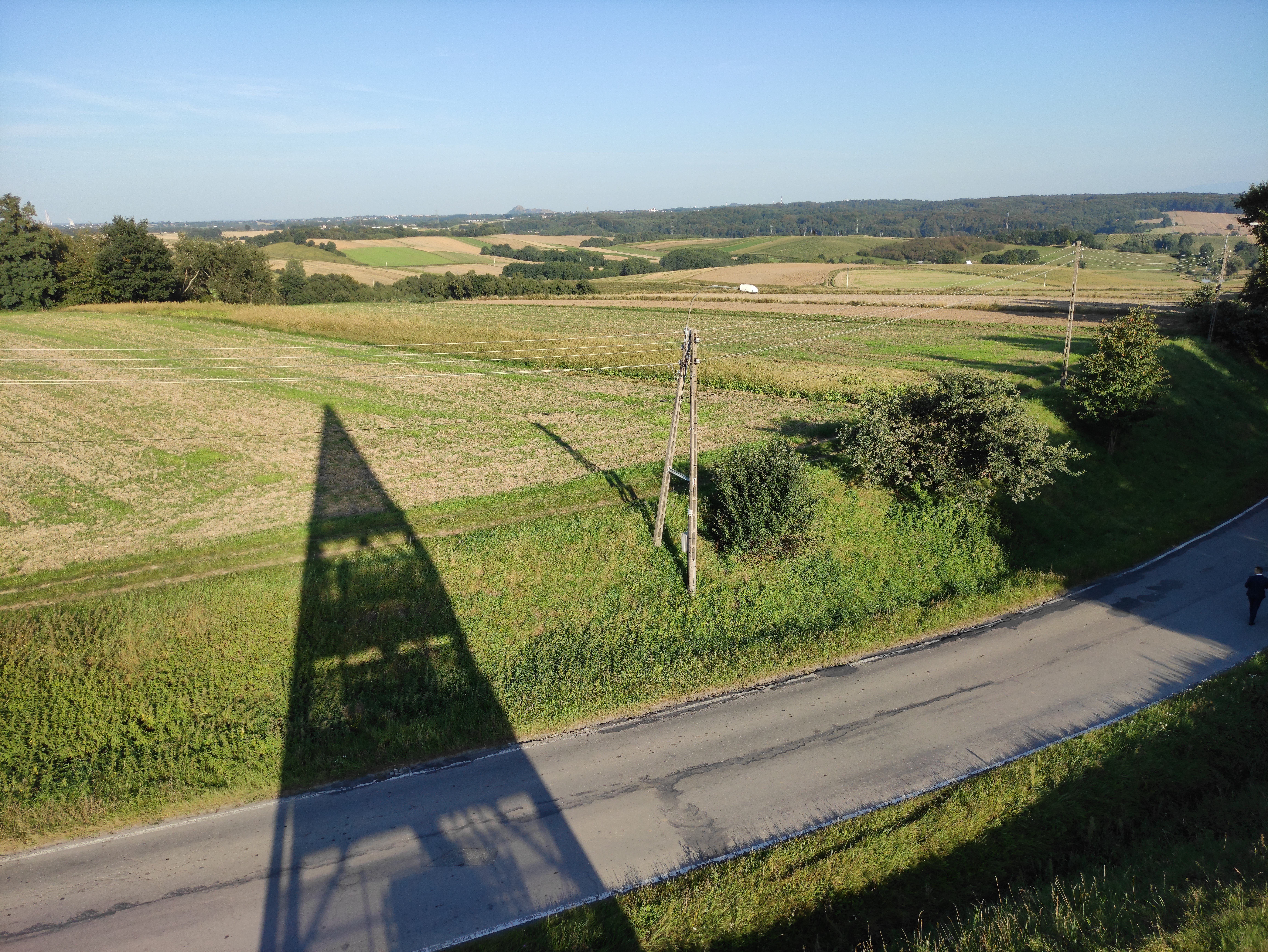
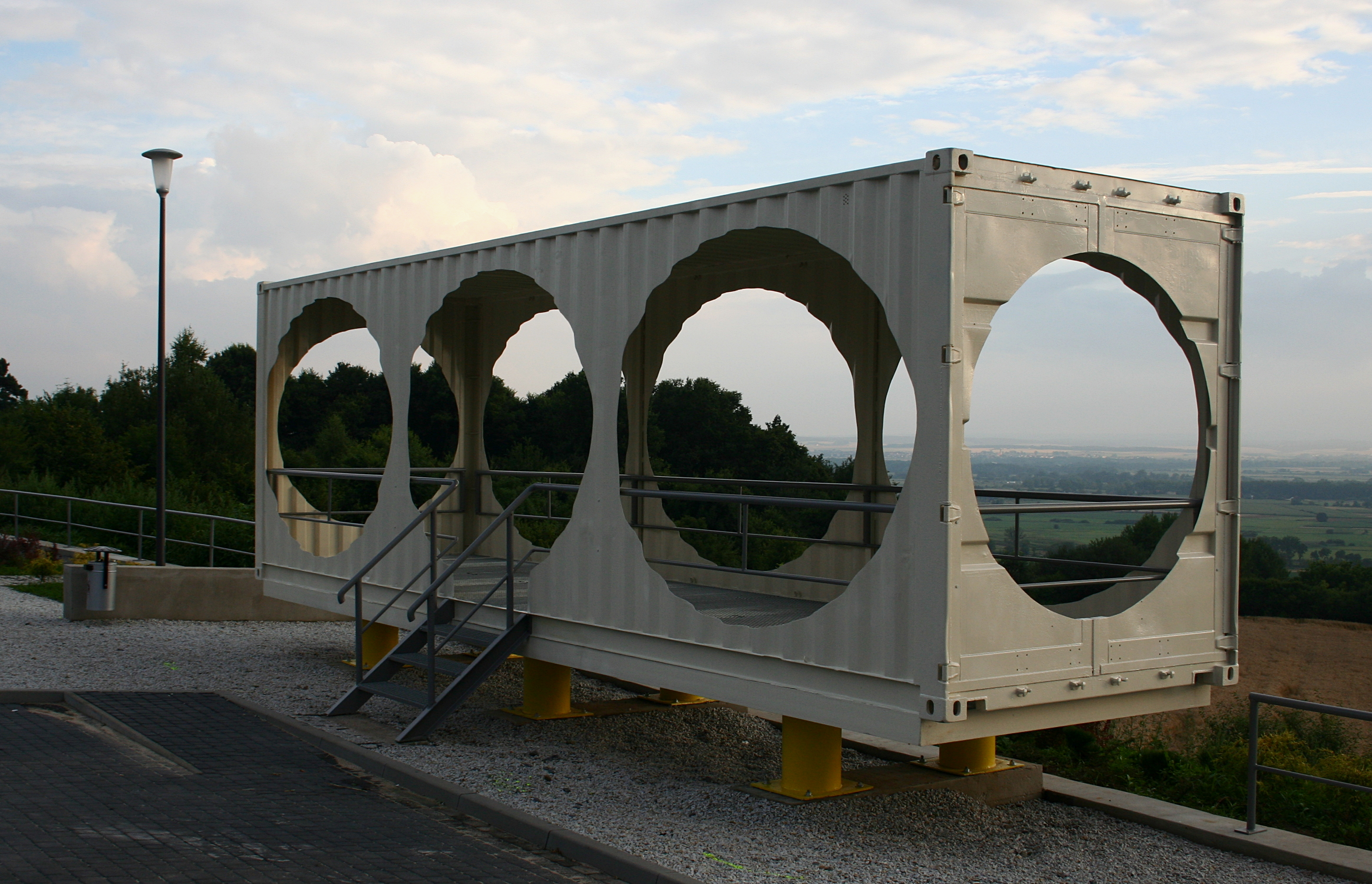
Vyhlídková plošina u věže